# De drakenruiters
De drakenruiters is een boek in het fantasygenre van Jack Vance. Oorspronkelijke titels The dragonmasters, 1962. In het Nederlands verschenen in 1968 bij Meulenhoff in de reeks M=SF. Het verhaal werd in 1963 bekroond met de Hugo Award.

## De drakenruiters
Eens in de circa 800 jaar daalt er een ruimteschip neer in de buurt van de leefgemeenschappen op de planeet Aerlith, met een bemanning die afstamt van een hagedisachtige soort.
Aerlith is in het verre verleden gekoloniseerd door de mens, maar de populatie is nogal klein gebleven. Joaz Banbeck is leider van de gemeenschap in het Banbeckdal. Men houdt zich bezig met landbouw voor de voedselvoorziening en met het fokken van wat men “draken” noemt. Dit zijn sub rassen, gefokt uit een hagedisachtige intelligente soort, de “grondvormen”. Volgens de geschiedschrijving werden bij de laatste overval, zo'n 800 jaar geleden, deze grondvormen, zijnde de bemanning van het ruimteschip, tijdens een strategische actie buitgemaakt.
De draken van de soort “spin” worden gebruikt voor personentransport. De meeste soorten kweekt men echter voor de oorlogvoering: de Hellevegen, de Blauwe Gruwels, de logge Jaggers en de sterke Duivels die uitgerust zijn met een stalen bal aan de staart.
Een eind verderop leeft de gemeenschap van Ervis Carcolo, een opvliegend man, wiens heimelijk doel het is om de heerschappij over het Banbeckdal te verkrijgen.
Er leeft nog een derde mensensoort op Aerlith. Het zijn de steelse en volstrekt geweldloze Sacerdotes. Zij leven buiten zicht in grotten en holen en komen slechts vanwege de ruilhandel met het Banbeck- en Carcolo-volk in contact.
De geïnteresseerde Joaz Banbeck weet de vaardigheden van de sacerdotes het best te benutten. Zijn woning, uitgehakt in de rots boven het dal, bevat bijvoorbeeld een door de sacerdotes geleverde optische projector waardoor hij op de hoogte blijft van wat zich in het dal afspeelt. Op zekere dag onderneemt Joaz een ontdekkingstocht in de grotten, wat hem sterkt in een zeker vermoeden over wat de Sacerdotes van plan zijn. Vanwege zijn interesse in geschiedenis ontdekte Banbeck tevens een verband tussen het verschijnen van de “grondvormen” en de afstand tot de ster Coralyne. En het is de felheid waarmee Coralyne de laatste jaren aan de hemel staat die Banbeck erg verontrust. Hij probeert Carcolo aan het verstand te brengen dat van de helder stralende Coralyne dreiging uitgaat en dat samenwerking profijtelijker is dan onderlinge strijd. Carcolo slaat die raad echter in de wind en gaat op een kwade dag over tot een rooftocht naar het Banbeckdal, waarbij het tot een bloedig treffen komt tussen de “draken” van beide kampen.
Tijdens de actie tegen Banbeck komt echter het grondvormschip uit de hemel omlaag. Tot het voetvolk van de grondvormen behoren de “reuzen”, uit mensen gefokte vechters. Eerst worden Carcolo’s nederzettingen vernield en worden zijn mensen in het schip geladen. Dan daalt het schip in het Banbeckdal en vangt het aan met een beschieting van Joaz’ uitgehakte woonverblijven. Op een zeker moment valt daardoor ook een deel van de rotswand weg waarachter de Sacerdotes hun plannen smeedden en hun werkplaatsen hebben ondergebracht. Banbecks vermoedens worden waarheid: de Sacerdotes bezitten geavanceerde technologie en zijn bereid zich nu te verdedigen. Met het grondvormschip wordt korte metten gemaakt.